# BBC Live & In-Session
BBC Live & In-Session è una raccolta dei Motörhead che contiene le apparizioni della band alla BBC Radio 1 e il concerto registrato nella Paris Theatre di Londra.

## Tracce

### Disco 1
John Peel In-Session (25 settembre 1978)
1. Keep Us On The Road
2. Louie Louie
3. I'll Be Your Sister
4. Tear Ya Down

In-Concert - Live dal Paris Theatre di Londra (16 maggio 1979)
5. Stay Clean
6. No Class
7. White Line Fever
8. I'll Be Your Sister
9. Too Late, Too Late
10. (I Won't) Pay Your Price
11. Capricorn
12. Limb From Limb

### Disco 2
David Jensen Show (6 ottobre 1981)
1. Fast and Loose
2. Live to Win
3. White Line Fever
4. Like a Nightmare
5. Bite the Bullet / The Chase Is Better Than the Catch

Friday Rock Show (16 agosto 1986)
6. Killed by Death
7. Orgasmatron
8. Doctor Rock
9. Deaf Forever
10 Orgasmatron (Spoken Word)

## Formazione
- Lemmy Kilmister - basso, voce
- "Fast" Eddie Clarke - chitarra
- Phil "Philthy Animal" Taylor - batteria
- Phil Campbell - chitarra
- Würzel - chitarra
- Pete Gill - batteria